# Dannemarie-sur-Crète
Dannemarie-sur-Crète is een gemeente in het Franse departement Doubs (regio Bourgogne-Franche-Comté). De plaats maakt deel uit van het arrondissement Besançon. In de gemeente ligt spoorwegstation Dannemarie-Velesmes. Dannemarie-sur-Crète telde op 1 januari 2022 1.503 inwoners.

## Geografie
De oppervlakte van Dannemarie-sur-Crète bedraagt 4,06 km², de bevolkingsdichtheid is 375 inwoners per km² (per 1 januari 2019).
De onderstaande kaart toont de ligging van Dannemarie-sur-Crète met de belangrijkste infrastructuur en aangrenzende gemeenten.

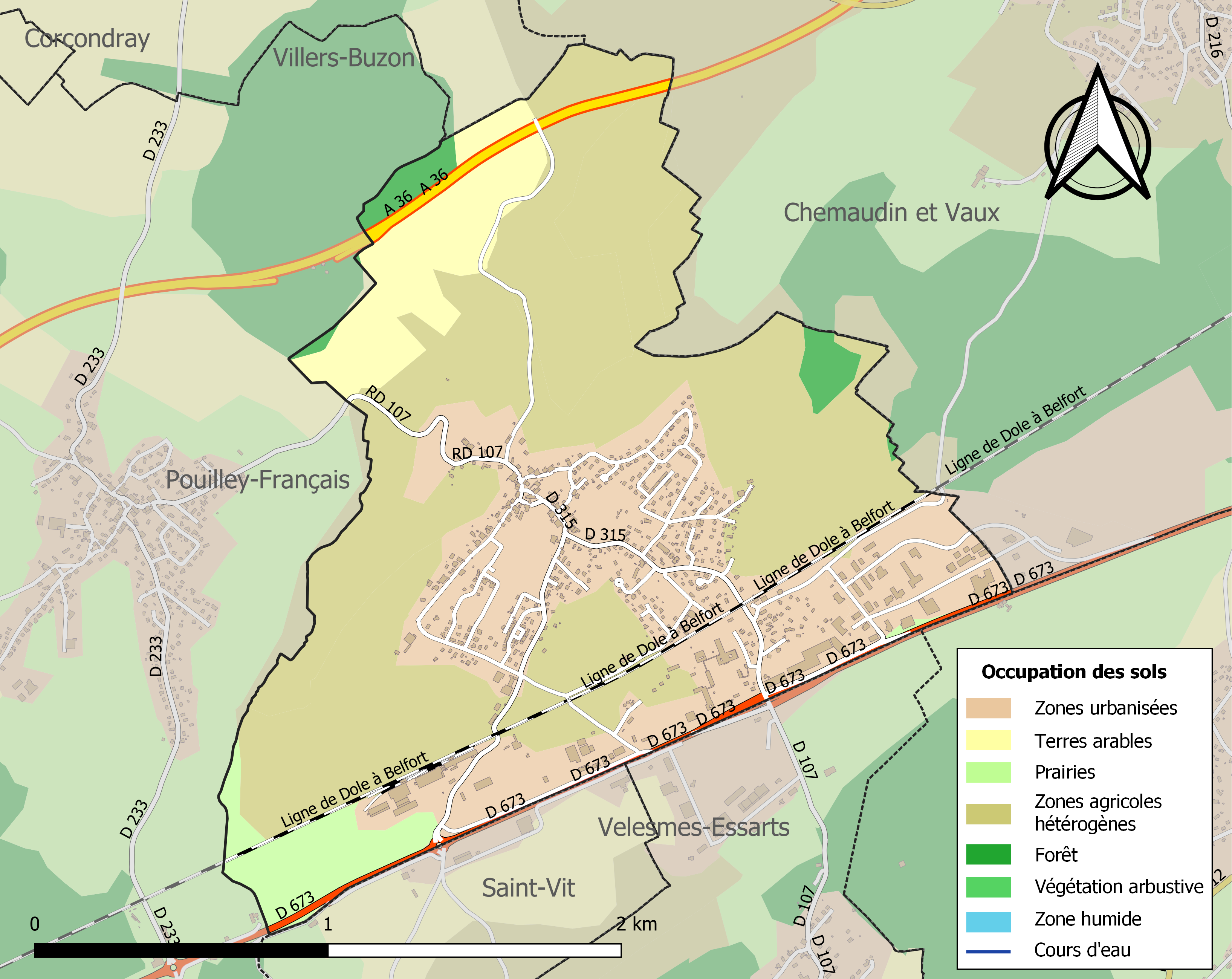

## Demografie
Onderstaande figuur toont het verloop van het inwonertal (bron: INSEE-tellingen).